# Dépôt de Makuhari
Le dépôt de Makuhari (幕張車両センター, Makuhari sharyō sentā) est un dépôt de matériel roulant ferroviaire appartenant à la succursale Chiba de la East Japan Railway Company (JR East) et est situé dans la préfecture de Chiba.

## Structure Organisationnelle

### Site principal
Il est situé du côté nord de la Gare de Makuhari-Hongō dans le quartier Hanamigawa de la ville de Chiba . Il est situé entre les voies montante et descendante de la ligne rapide Sōbu qui relie la gare de Tsudanuma et la gare de Makuhari . Le nombre de voitures stationné est de 450.Le coût d'acquisition du terrain pour la construction était d'environ 2,6 milliards de yens, le coût de construction était d'environ 4,2 milliards de yens et par conséquent le coût total était d'environ 6,8 milliards de yens .
En plus du dépôt actuel, un dépôt était prévu près de Yawata- juku sur la ligne Uchibō , mais à la suite de diverses réflexions, ce dépôt unique a été choisi. Au moment de la planification, il était prévu que la ligne locale Chūō-Sōbu serait achevée en tant que ligne à voies multiples (4 voies) jusqu'à Tachikawa en 1975 (Showa 50) . Il était prévu que la ligne serait interconnectée avec la ligne de métro Tōzai.
La surface du site est de 178 079m²

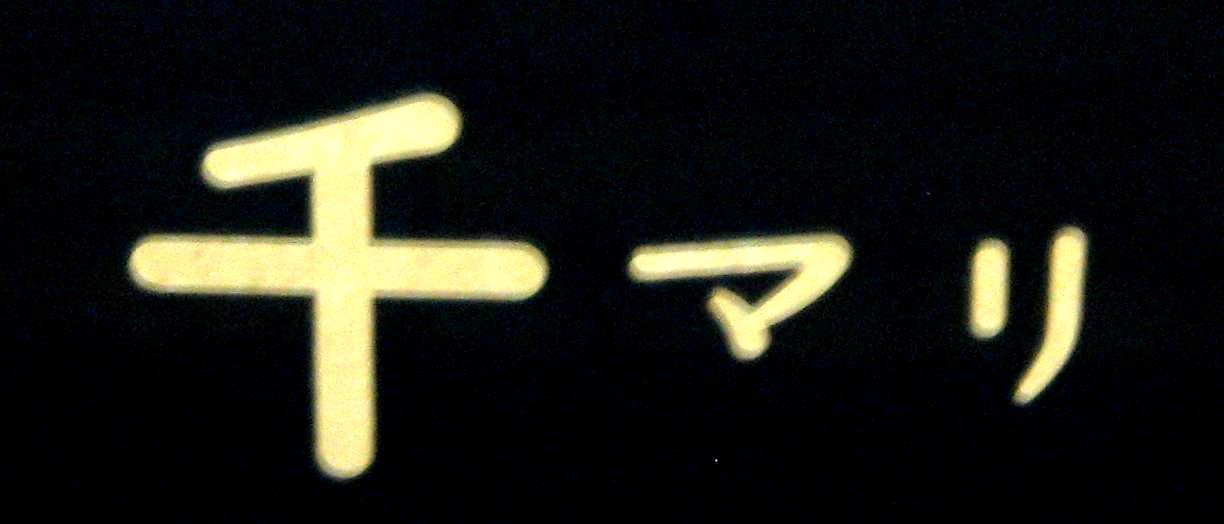
Abreviation de l'affiliation au depôt de Makuhari

Les trains porte l'abréviation "Senmari" » :qui  se compose de « Sen » signifiant branche de Chiba et de « Mari » signifiant Makuhari.

### Dépôt de Kisarazu
Il est situé à côté de la gare de Kisarazu dans la ville de Kisarazu , et les trains diesel de la ligne Kururi se trouvent ici.

### Annexe de Chiba
Situé à l'intérieur de la gare de Chiba dans le quartier Chuo de la ville de Chiba , il fournit un traitement d'urgence en cas de panne de véhicule.
Il est constitué de 5 voies de garage et est situé a ces coordonnées (35.615440090980805, 140.11963601479266)

### Annexe de Kamogawa
Situé dans les locaux de la gare d'Awa-Kamogawa dans la ville de Kamogawa dans la peninsule de Bōsō, il effectue des inspections des trains arrivant et partant de la gare, ainsi que des opérations d'accouplage de désaccouple .Selon Chiba Doro, le nombre de personnes affectés était de cinq.
Il y a deux voies bétonnées pour les inspections

### Branche d'Ichinomiya
Il est situé sur le site de la gare de Kazusa-Ichinomiya à Ichinomiya- cho, dans le district de Chosei , et effectue des inspections des trains arrivant et partant de la gare, ainsi que des opérations d'accouplage de désaccouple.
il y a au sud immédiat de la gare, 3 voies de stockage électrifiées de 300m.

## Historique
- Novembre 1967 - Début de l'acquisition des terres.
- Février 1969 - Début des travaux .
- 5 juillet 1972 – Créé sous le nom de district ferroviaire de Makuhari avant le début du service de la ligne rapide Sōbu .
- 1er avril 1987 – JR East prend le relais à la suite de la privatisation des chemins de fer nationaux . Dans le même temps, la succursale de Kisarazu du district des moteurs de Sakura a été transférée à la juridiction du district de Makuhari.
- 16 octobre 2004 – Renommé Makuhari Vehicle Center . De plus, la succursale Kisarazu du district ferroviaire de Makuhari, à laquelle appartiennent les véhicules de la ligne Kururi , sera transférée a la succursale de Chiba et deviendra l'annexe Kisarazu du district routier de Chiba .
- 13 mars 2006 – L'annexe Kinshicho est fermé.
- 18 mars 2007 - Le district de conduite de Chiba et le district de conduite de Tateyama fusionnent pour former le district de transport de Kisarazu . Dans le même temps, le département d'inspection et de réparation de la succursale de Kisarazu du district de Chiba ainsi que les annexes de Tateyama de Kamogawa ont été transférés au groupe de Kisarazu.
- 13 mars 2010 - L'annexe de Tateyama a été fermée et les opérations ont été intégrées à l'annexe de Kamogawa.
- 17 mars 2012 – L'annexe de Narita a été fermée.

## Trains affectés

### Actuels
Les véhicules déployés au 1er avril 2023 sont les suivants,
- Train de la série 209 (282 voitures)
  - Pour les trains locaux dans la zone de Bōsō, il existe 48 formations à 4 voitures des séries 209-2000 et 209-2100 (C401 - C448, 192 voitures), et 14 formations à 6 voitures de la série 209-2100 (C602 - C604, C606 - C608, C610, C615, C617,C621, C625, 84 voitures) et une formation de 6 voitures de la série 209-2200 sous le nom de Joyful Train "BBBASE" (formation J1, 6 voitures),soit le total de 282 voitures.
  - Elles ont commencé à fonctionner sur la ligne principale Sobu , la ligne Uchibō , la ligne Sotobō et la ligne Narita à partir du 1er octobre 2009 . Depuis 2010, nous avons également étendu nos services aux lignes Tōgane et Kashima
  - Les séries 209-2000 et 209-2100 remplacent les séries 113 et 211 qui étaient auparavant utilisées.
  - Le 13 avril 2017 , un train de six voitures de la série 209-2200 a été transféré de la ligne Nambu[5] pour etre rénové et transformé en BOSO BICYCLE BASE à partir du 6 janvier 2018 .
  - Les formations C601 et C609 ont été converties en quatre voitures et transférées à Izukyu, et elles ont commencé à fonctionner sous le nom de série Izukyu 3000  à partir du 30 avril 2022 .

- Train série E131 (24 voitures)
  - Au total, 24 voitures, 12 formations de deux voitures (formations R01 - R12), sont aménagées pour les trains locaux dans la région de Boso.
  - Elle a commencé à fonctionner sur les lignes Uchibo, Sotobo, Narita et Kashima à partir du 13 mars 2021.
  - Fondamentalement, il y a deux voitures, mais certains trains sur la ligne Uchibo fonctionnent avec quatre voitures en UM2.

- Train série 255 (45 voitures)
  - Il existe 5 formations de 9 voitures (formations Be01 - Be05), soit un total de 45 voitures.
  - Elles sont exploitées sur les trains express limités « Shiosai », « Wakashio » et « Sazanami » .

- Train série E257 (50 voitures)
  - Il y a 10 trains de 5 voitures de la série 500 (NB01 - NB05, NB15 - NB19), soit un total de 50 voitures.
  - Il est exploité sur les trains express limités « Wakashio », « Sazanami » et « Shiosai »

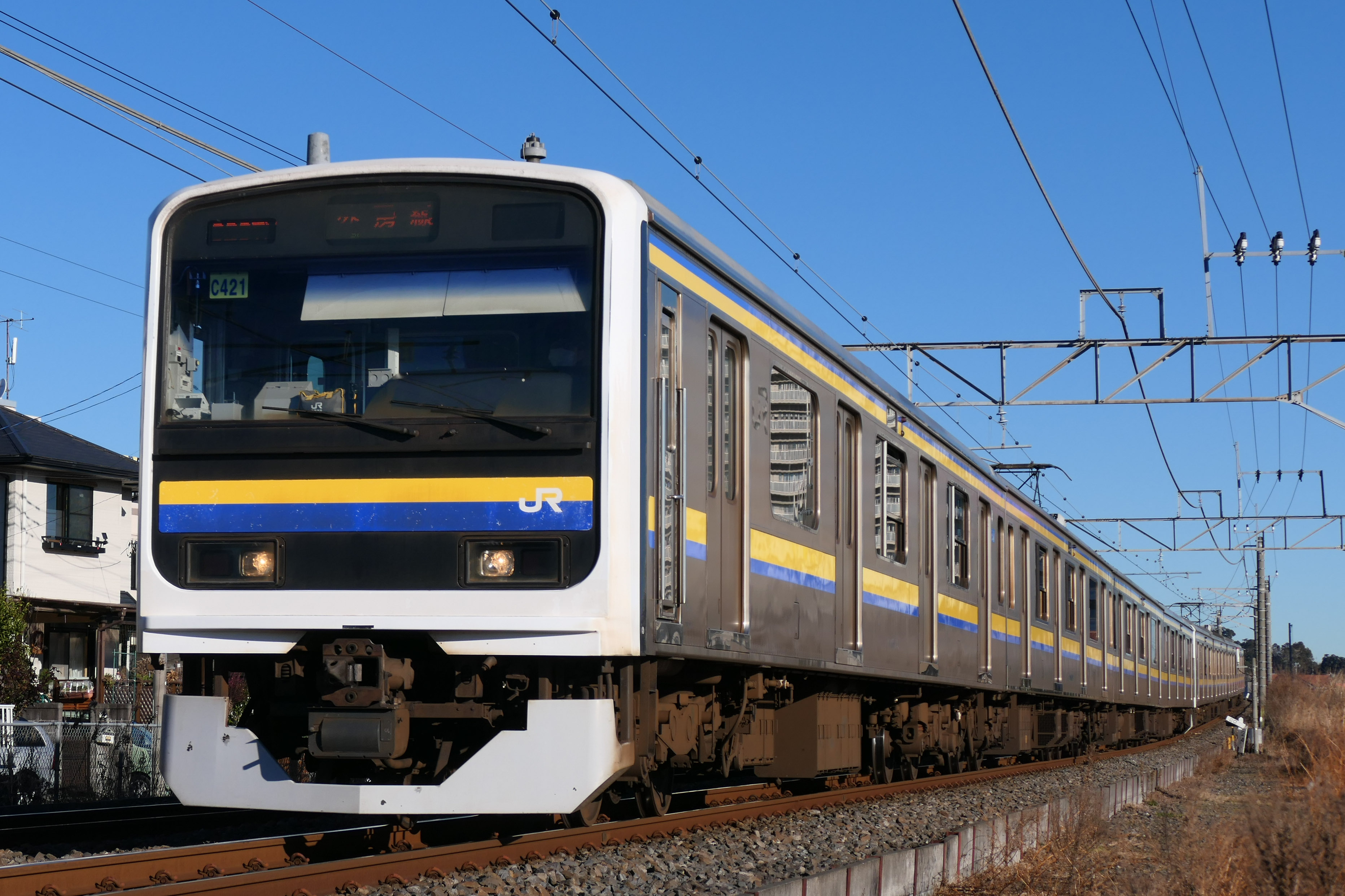
Série 209-2100
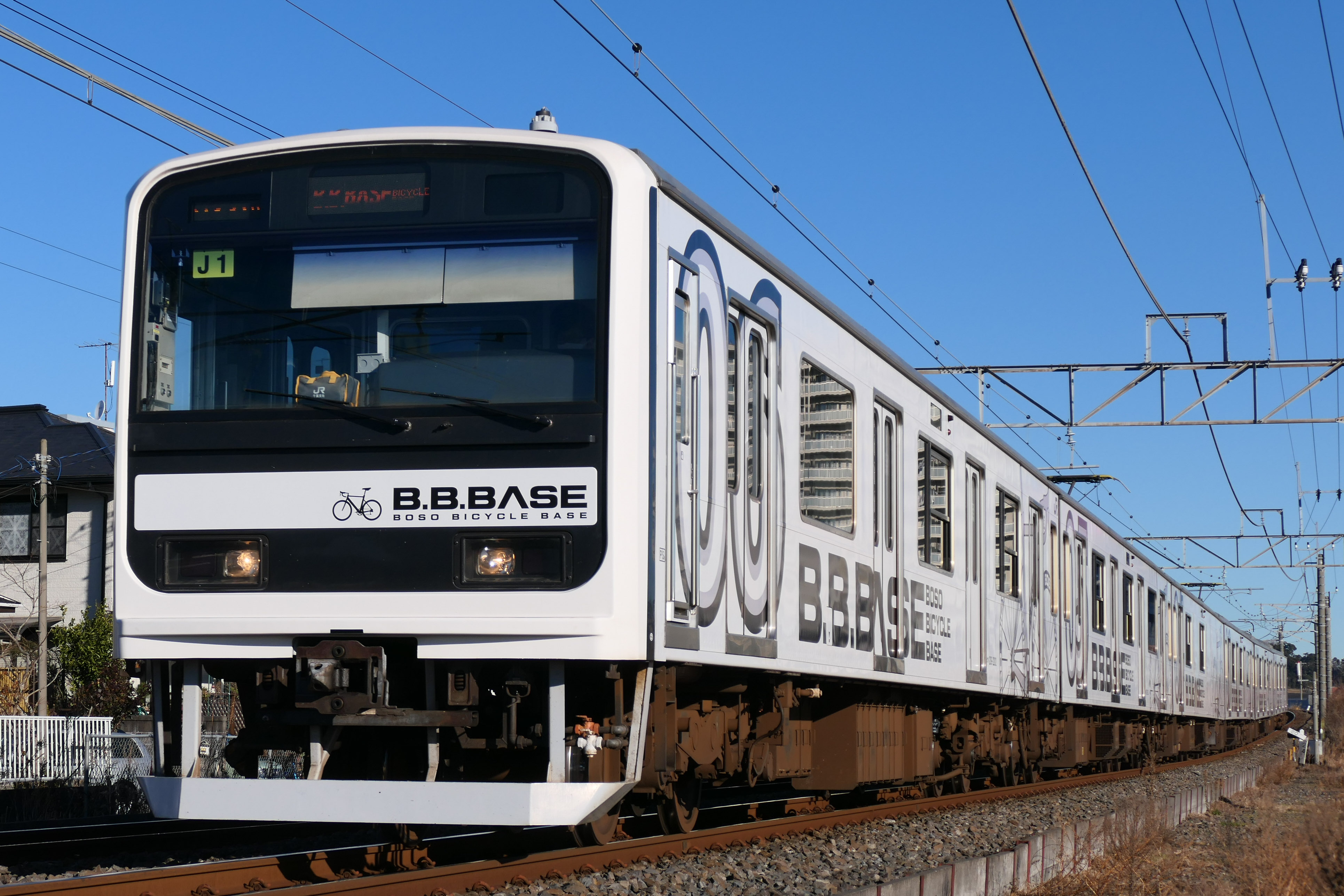
JRE-209-2200-BOSO BICYCLE BASE.jpg
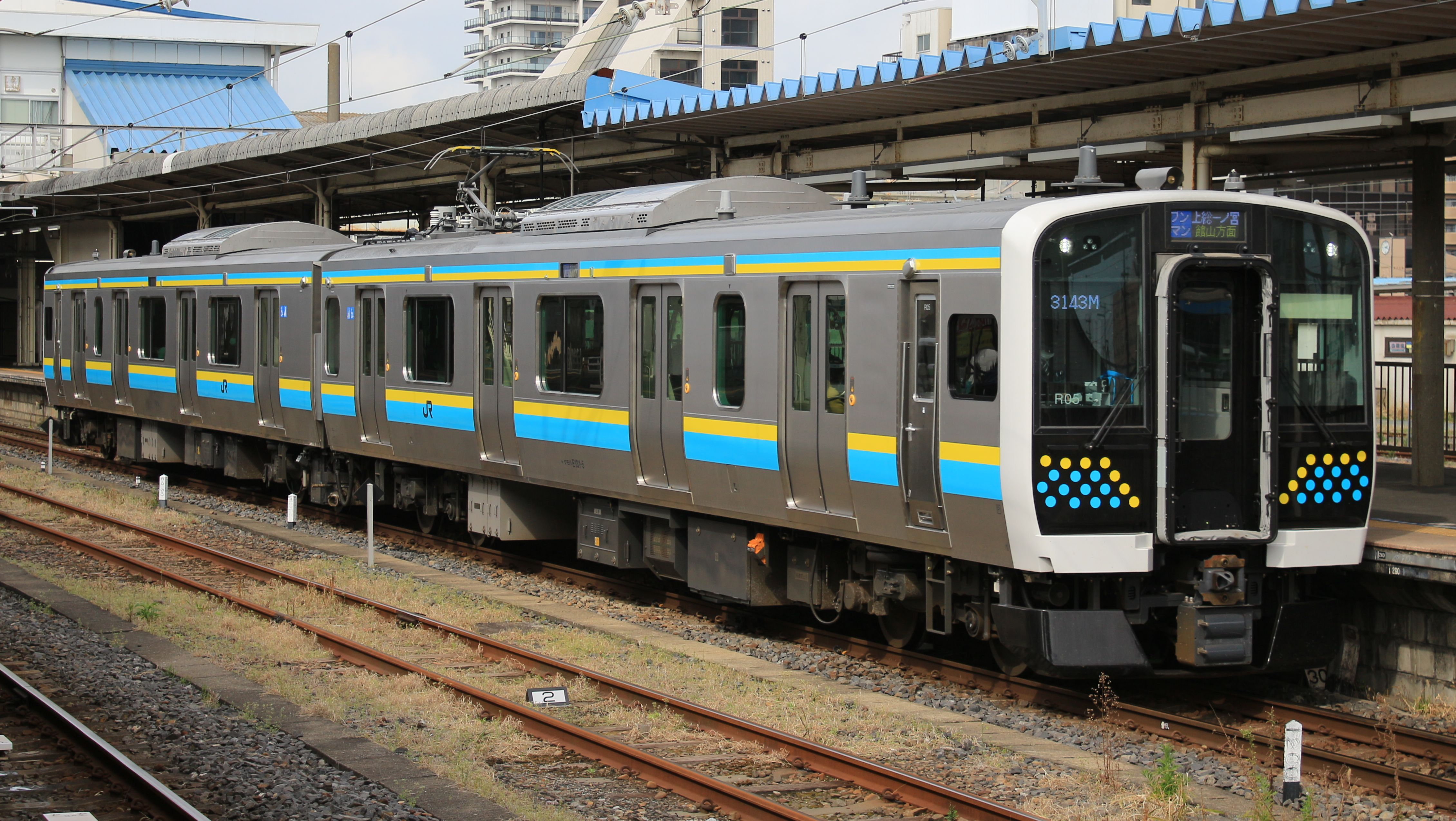
Série E131
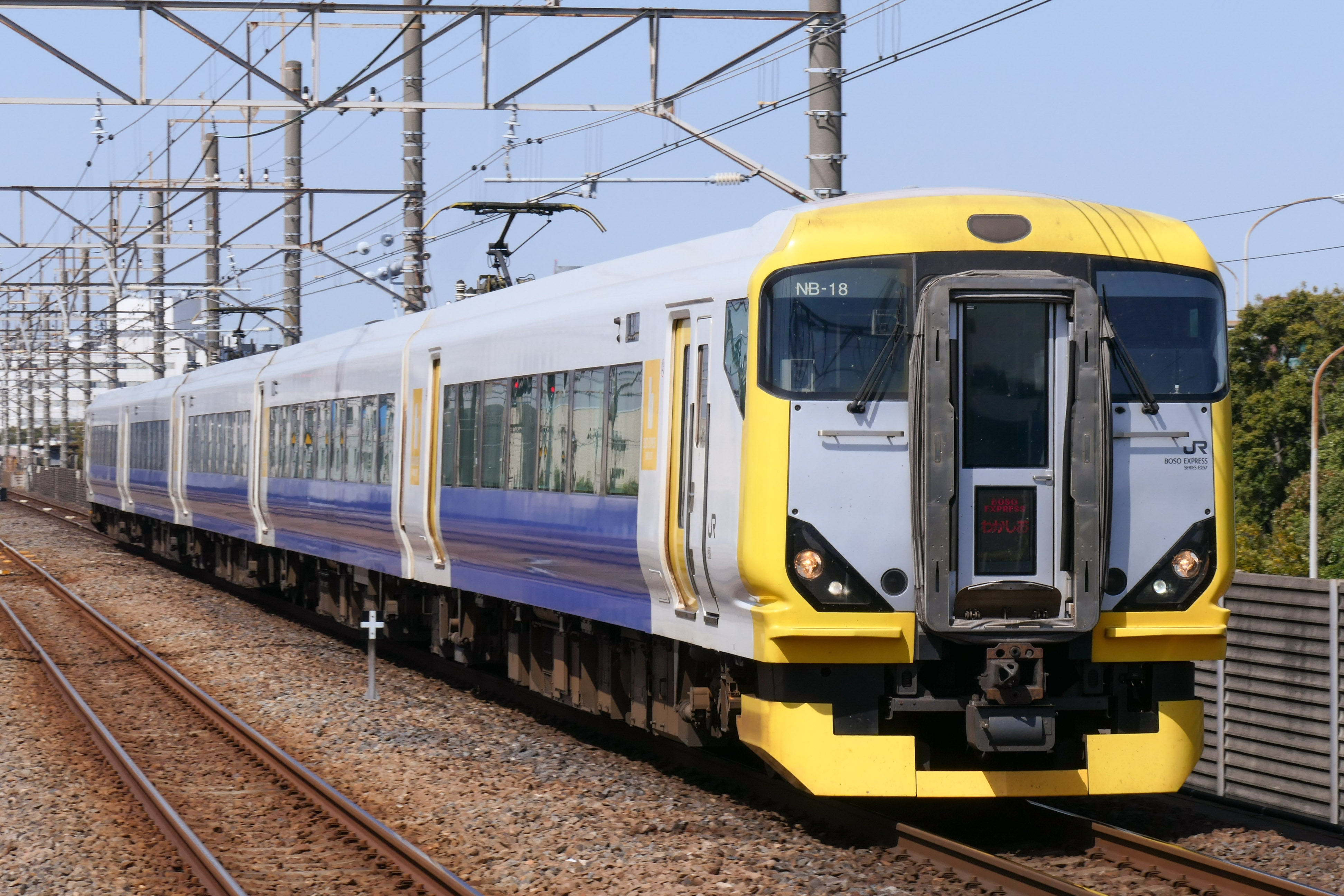
Série 257-500
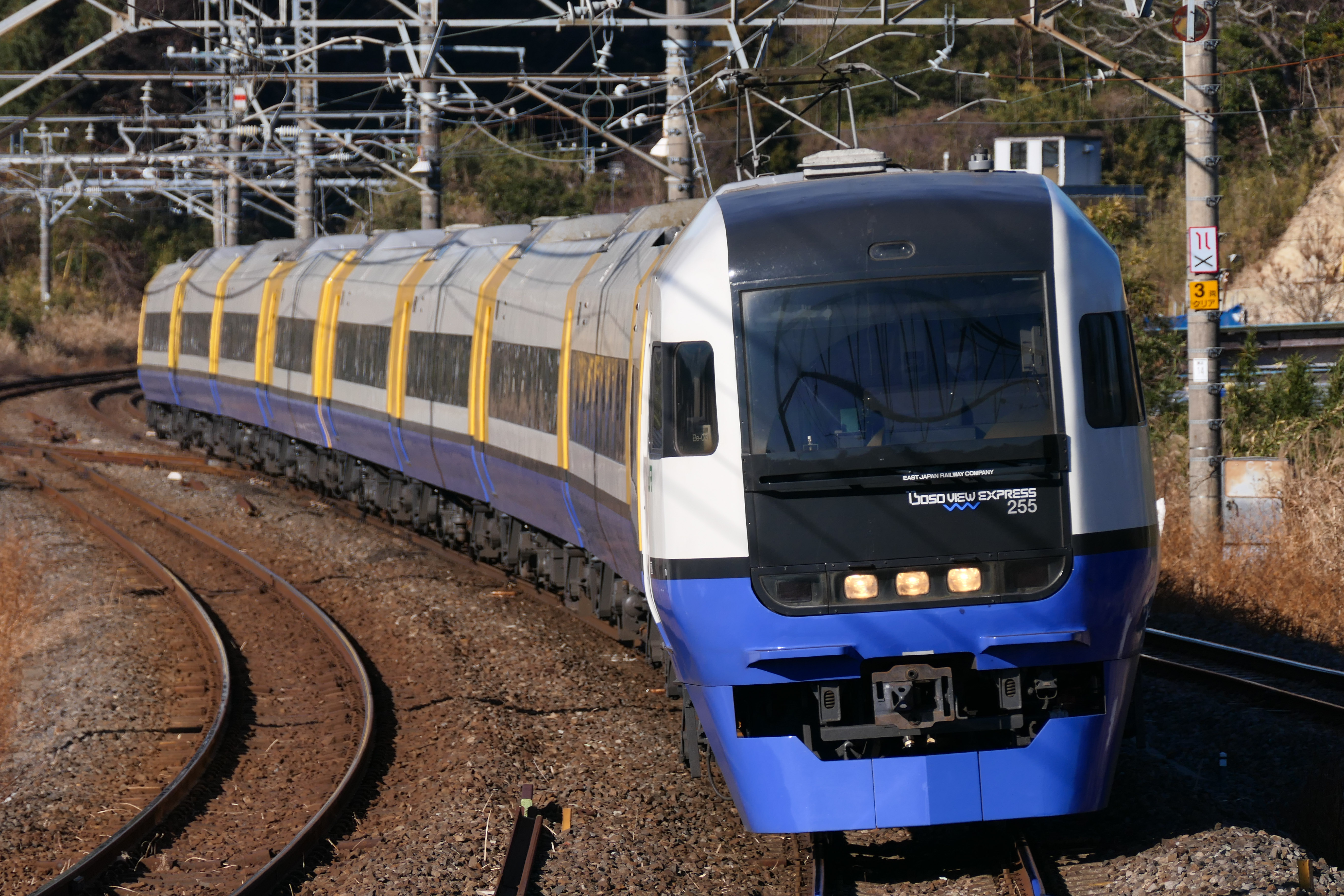
Série 255

### Marchandise
- Type Hoki 800
  - 16 wagons sont utilisés. Ce sont des wagons-trémie pour le transport et la distribution du ballast . Les principales sections opérationnelles comprennent la région de Chiba et la région de Mito. Toujours disponible à la gare de fret d'Etchujima (près de la gare de Shiomi)

### Passé
- Train série 113
  - Elle était autrefois exploitée sur les trains locaux de la ligne principale Sobu, de la ligne Uchibo, de la ligne Sotobo, de la ligne Narita, de la ligne Togane et de la ligne Kashima, mais avec l'introduction des trains de la série 209-2000 et 209-2100, Elles ont été réformées en août 2011. L'exploitation a disparu.
  - Après l'introduction de la série 211 en 2006, seuls des formations de quatre voitures ont été utilisés sur la ligne principale Sobu, la ligne Narita et la ligne Kashima. En plus des trains exploités avec des trains de 8 voitures composés d'une UM2 de 4 voitures , il existe également 10 trains exploités en UM2 6+4 voitures couplées entre Chiba et Chikura sur la ligne Uchibo ,et entre Chiba et Kazusa - Ichinomiya sur la ligne Sotobo.
  - Jusqu'à ce que la ligne rapide Sobu et la ligne Yokosuka soient complètement equipées avec la série E217, les formations opérationnelles des deux lignes (formation de base de 11 voitures et formation attachée de 4 voitures) étaient également exploitées, et les formations attachées étaient découplées pour être utilisées pour les opérations ferroviaires locales.

- Train série 40
  - Lorsque le dépôt de Makuhari a été construité, le Kumoha 40030 a été déployé pour transporter le personnel, car les gares les plus proches, Tsudanuma et Makuhari, se trouvaient à plus de 2 km et la zone n'était pas aussi urbanisée qu'aujourd'hui.
  - Lorsque la gare de Makuhari - hongo a ouvert ses portes en octobre 1981 , le train de transport des employés a été interrompu et la rame a été mise au rebut .

- Train série 153

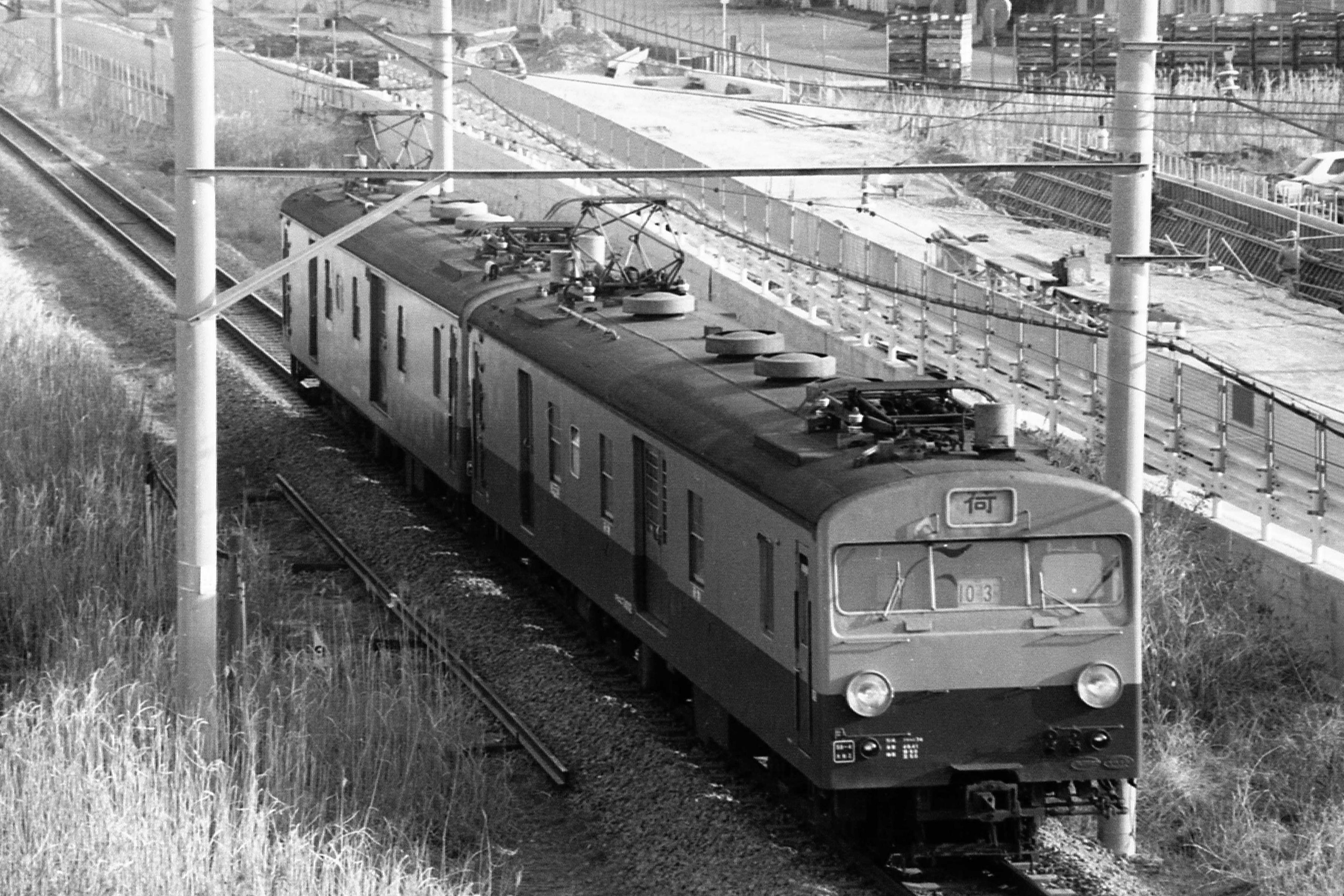
Kumoyuni 74

  - Les véhicules excédentaires des lignes principales Sanyo et Tokaido ont été transférés et utilisés sur les trains express des lignes Boso, mais le 15 novembre 1982 , en raison de la révision des horaires, les lignes express de Boso ont été supprimées (améliorations des Express Limité) et les voitures excédentaires ont été mis au rebut.
  - À la fin de l'ère des chemins de fer nationaux japonais, les marques de tête sur les trains express ont été abolies en raison de la rationalisation , mais elles étaient encore portées sur les trains express des lignes Boso jusqu'au moment de leur suppression.

- Train Kumouni type 74

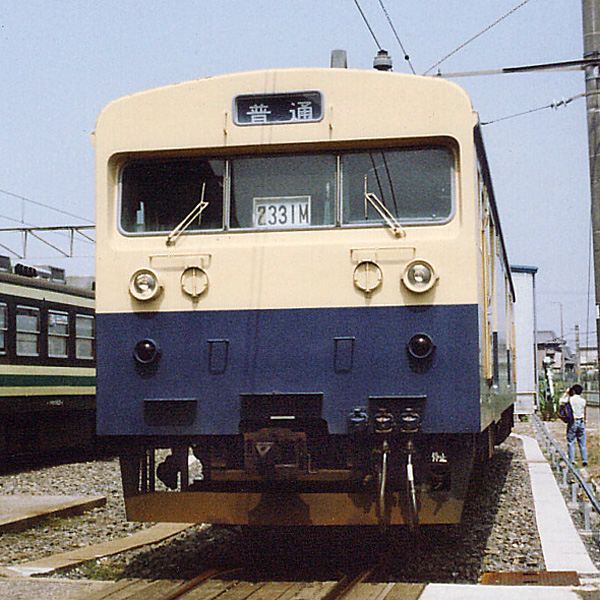
Kumoyuni143

  - Après l'ouverture du district ferroviaire de Makuhari, les véhicules nécessaires à l'ouverture de l'électrification des sections non électrifiées ont été transférés du district ferroviaire de Tamachi. Lorsqu'il a été affecté, il fonctionnait sous la couleur Shonan, il a été progressivement changé pour la couleur Ska (Yokosuka). Le train chargé entre Ryogoku et Chiba, qui était exploité dans le but de transporter des journaux vers les lignes Sobu, Narita, Uchibo et Sotobo, était composé de quatre wagons. En 1986, juste avant le passage au JR, il fut remplacé par le type Kumouni 143.

- Train Kumouni type 143

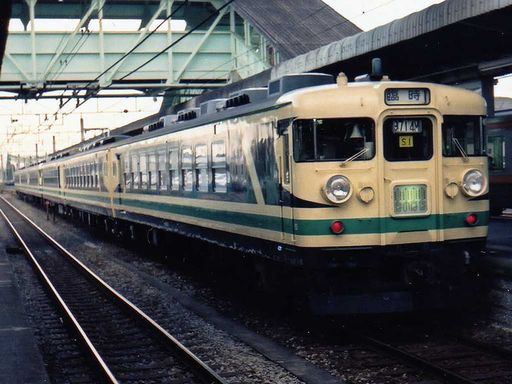
Série 165

  - En novembre 1986, les quatre voitures ont été transférées de la station de conduite de Nagaoka (actuellement le centre de véhicules de Nagaoka ) en remplacement du Kumouni Type 74 . Au moment du transfert, les Kumouni 143 sont passées de la couleur Minobu à la couleur Ska. Au moment du transfert, en novembre 1986, les trains de transport de journaux sur les systèmes de la ligne principale Sobu et de la ligne Narita ont été supprimés en raison de la révision des horaires en novembre 1986, ils ont donc été exploités sur les systèmes de la ligne Uchibo et de la ligne Sotobo jusqu'en 1996 . Après cela, une voiture a été transférée au Centre général du matériel roulant de Tokyo , deux voitures ont été transférées au Centre général du matériel roulant de Nagano et une a été transférée au Centre du matériel roulant d'Oyama .

- Train série 165/169

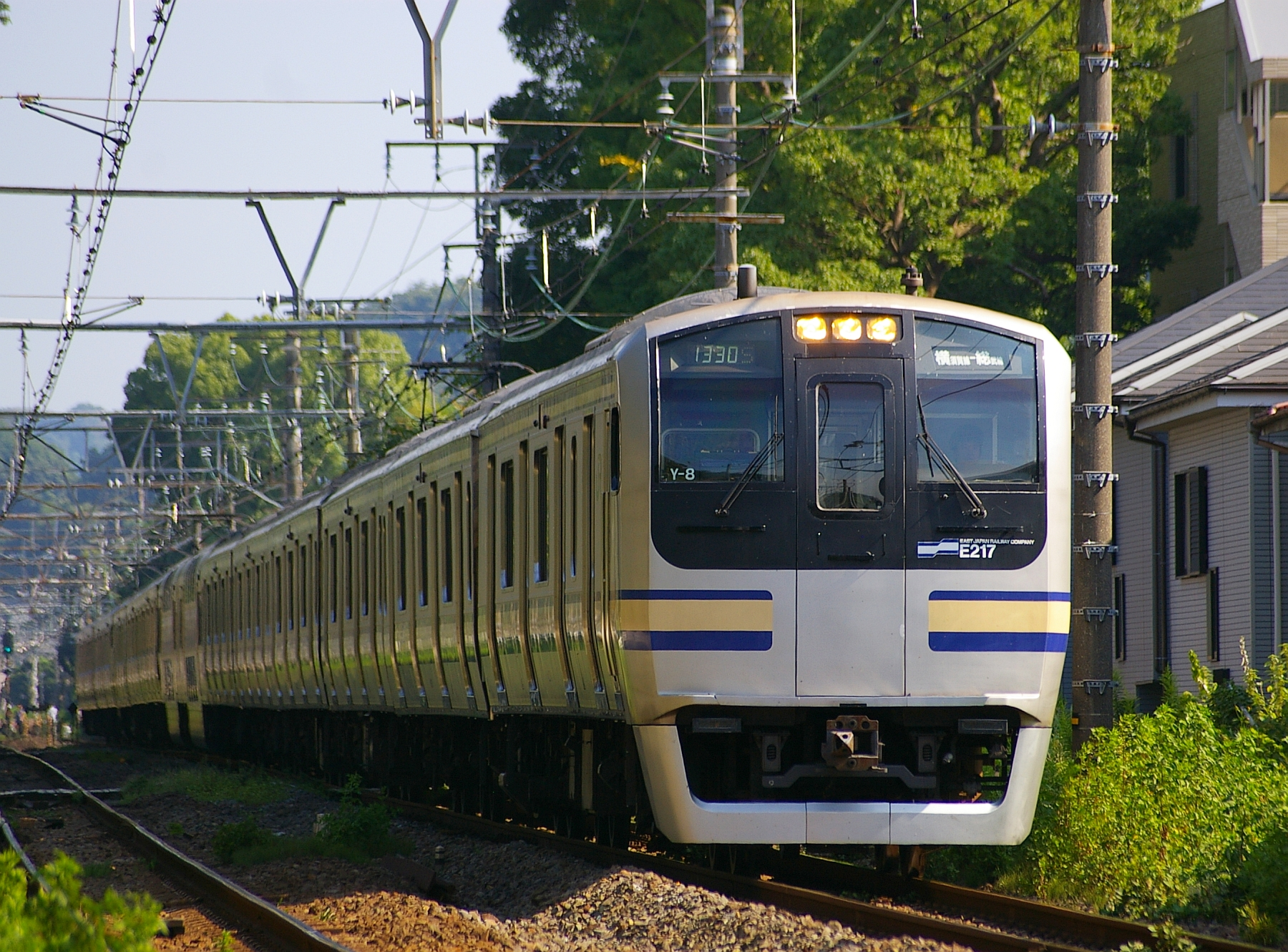
Série E217

  - « Nanohana» :Un train de style tatami avec un sol en tatami à l'intérieur. Deux trains de trois voitures étaient en service, mais en 1998 ils ont été remplacés par la série 485 « New Nanohana » et mis au rebut.
  - « Navette Maihama »,un train touristique pour Tokyo Disneyland qui circulait sur la ligne Keiyō . Il y avait un train de trois voitures, mais en 1995, il a été transféré dans la zone de circulation de Kaminutari (actuellement Niigata Rolling Stock Center ) et est devenu « Alpha »

- Train série E217

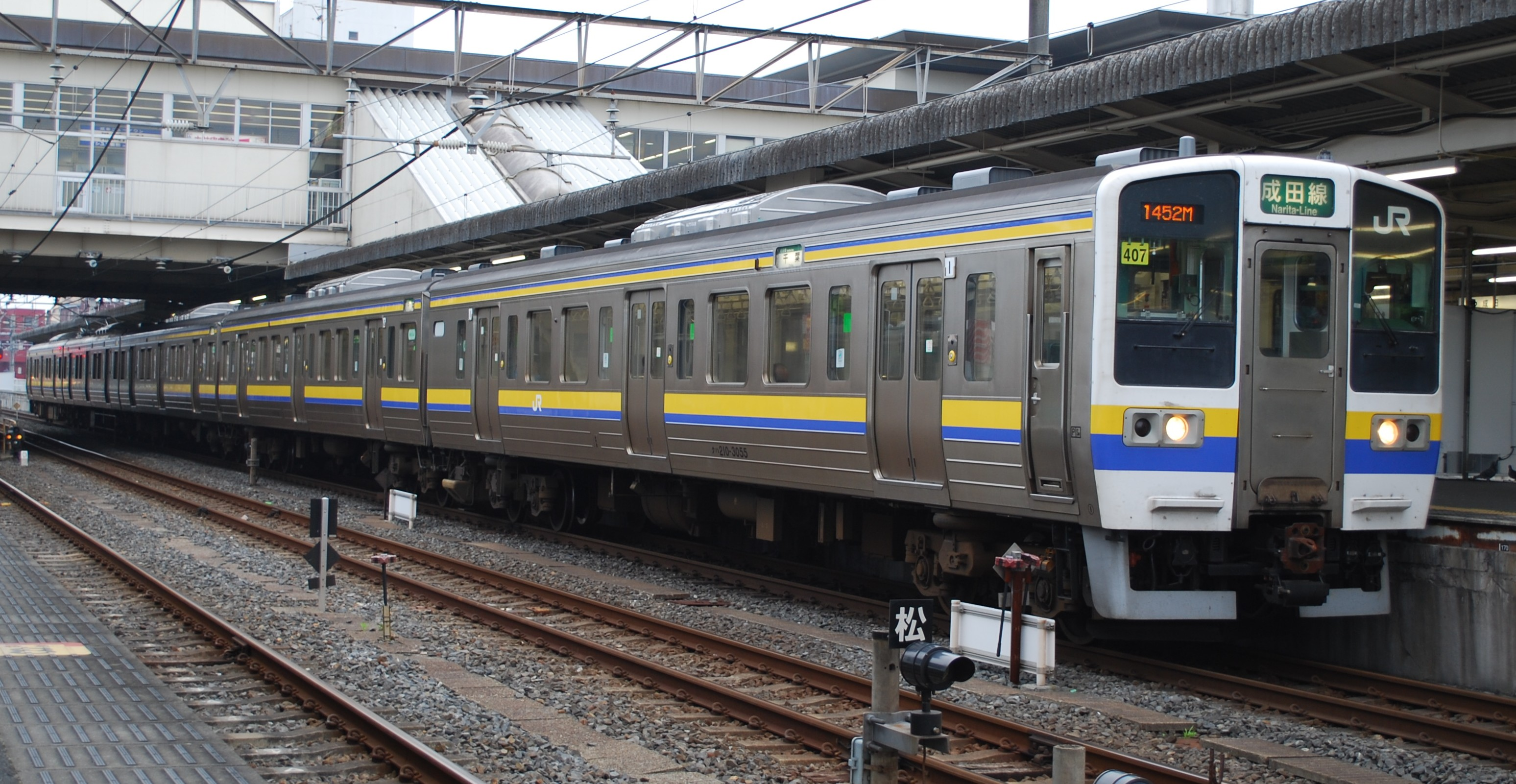
Serie 211-3000 aux couleurs de Boso

  - Il s'agissait d'un train de banlieue pour la Sobu Rapid Line et la Yokosuka Line , et était réparti entre le Dépôt de Kamakura et le dépôt de Makuhari, mais avec la révision du 18 mars 2006, l'ensemble des rames ont été transférés au Dépôt de Kamakura. De plus, même après leur transfert, il existe des opérations de maintenance dans lesquelles les trains sont conservés au dépôt de Makuhari et, comme la série E235 affectée au dépôt de Kamakura , l'intérieur du véhicule  des Séries E217 etait également désinfecté une fois par mois, bien que de manière irrégulière.

- Train série 211 (70 voitures)

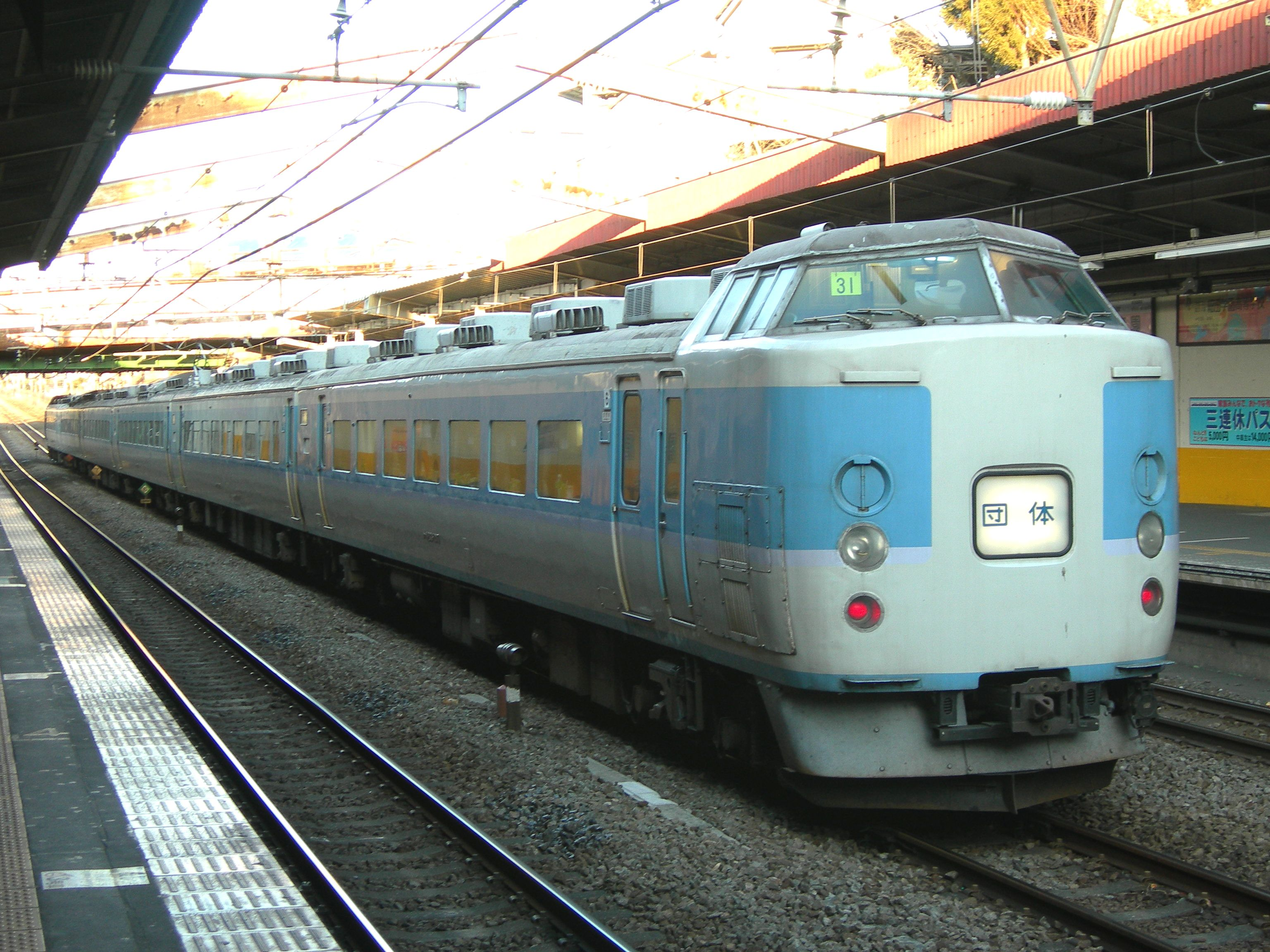
Série 183

  - Il y avait 14 trains de cinq voitures de la série 211-3000, pour un total de 70 voitures.
  - Il était exploité sur les trains locaux de la ligne principale Sobu et de la ligne Narita, mais son exploitation a pris fin en raison de la révision des horaires le 16 mars 2013. Dès 2012, huit trains ont été transférés au Centre général des véhicules de Nagano pour remplacer la série 115, et en 2013, tous les véhicules avaient été transférés au Centre général des véhicules de Nagano.

- Train série 189

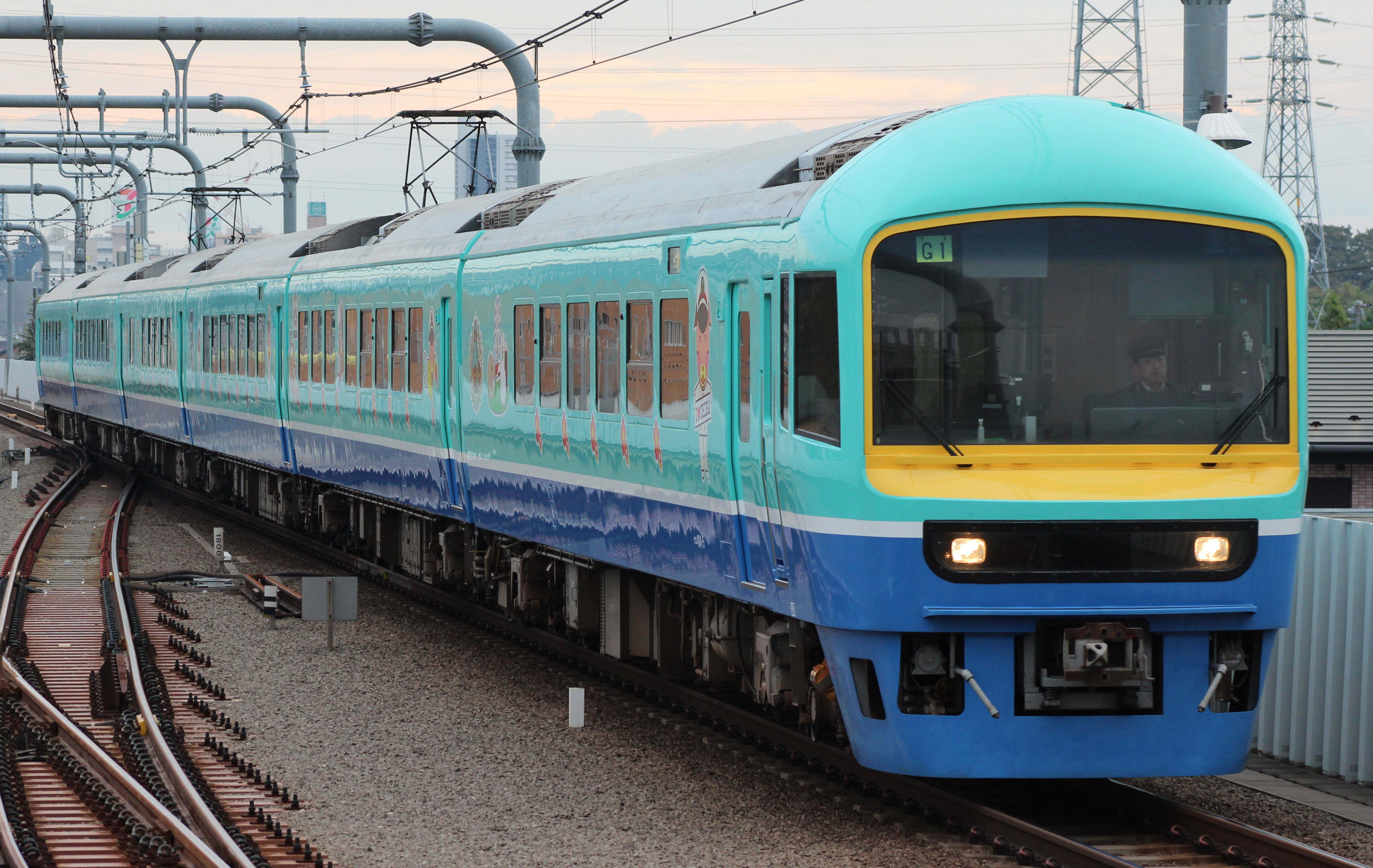
Série 485

  - Lorsque de nouveaux trains express limités ont été créés en 1972, la série 183-0 a été nouvellement créée et utilisée non seulement sur le express limité de Boso, mais également sur le express limité « Azusa » de la ligne Chuo. La série 183-1000 a été placée après 1982 et la série 189 après 2002.
  - À partir d'avril 2009, il y avait deux trains de 6 voitures série 183 -1000 peints dans l'ancienne palette de couleurs Azusa, pour un total de 12 voitures. Ces deux rames étaient stationnées en permanence au Centre général des véhicules d'Omiya, Centre Higashi Omiya .
  - Il était principalement utilisé par divers groupes et trains spéciaux
  - Il a été complètement retiré du service en décembre 2013 avec l'exploitation des trains de groupe temporaires « Goodbye Makuhari 183 Series M32 Formation » et « Goodbye Makuhari 183 Series M31 Formation » .

- Train série 485
  - Un train de 6 voitures (formation G1) du Joyful Train « New Nanoha » a été déployé.
  - Il a été introduit en 1997 en remplacement de Nanoha exploitéen série 165.
  - La structure des sièges permet de modifier les spécifications de la salle des tatamis et des sièges en fonction du nombre de personnes, du but et des préférences du groupe
  - L'exploitation régulière a pris fin le 21 août 2016 et il a été retiré avec des trains spéciaux de groupe les 27 et 28 août. Il a été complètement retiré le 25 septembre avec un train de groupe spécial qui servait également de transport pour les voitures mis au rebut vers le Centre général du matériel roulant de Nagano , et a été démoli le 26 septembre .

#### Marchandises
- Wagon Type Chi 1000
  - Wagon plat pour le transport ferroviaire. Au 1er avril 2021, 6 voitures étaient en place[6], mais 5 voitures ont été mises au rebut le 9 avril 2021 et la dernière voiture restante a été mise au rebut le 22 mai de la même année[7].

- Wagon Type Tiki 5200
  - Wagon plat pour le transport ferroviaire.Tous réformés ou envoyé ailleurs

- Wagon Type Tiki 5500
  - Wagon plat pour le transport ferroviaire.Tous réformés ou envoyé ailleurs

- Wagon Type Tiki 6000
  - Wagon plat pour le transport ferroviaire.Tous réformés ou envoyé ailleurs